# Laurent Didier
Laurent Didier (født 19. juli 1984) er en luxembourgsk tidligere cykelrytter. Han har tidligere kørt for danske Team Designa Køkken og Saxo Bank-SunGard.
Han har tidligere kørt cycle cross.

## Største resultater
2007 (Regiostrom - Senges)
3. plads i de luxembourgske mesterskaber i enkeltstart
2009 (Team Designa Køkken-Blue Water)
2. plads i de luxembourgske mesterskaber i enkeltstart
2. plads i de luxembourgske mesterskaber i linjeløb